# Anodonta beringiana
Anodonta beringiana är en musselart som beskrevs av Middendorff 1851. Anodonta beringiana ingår i släktet Anodonta och familjen målarmusslor. IUCN kategoriserar arten globalt som livskraftig. Inga underarter finns listade i Catalogue of Life.